# 유삼남
유삼남(柳三男, 1941년 9월 10일~)은 대한민국의 정치인이다. 제16대 국회의원, 해양수산부장관을 지냈다. 

## 학력
- 북부산고등학교 졸업
- 해군사관학교 문학사
- 국방대학교 행정학사

## 경력
- 제21대 해군참모총장
- 제8대 해양수산부 장관
- 제16대 새천년민주당 국회의원
- 자유민주연합 특임위원(2006년 1월~2006년 3월)
- 열린우리당 특임위원(2007년 1월~2007년 2월)
- 대통합민주신당 특임위원(2007년 9월~2007년 12월)
- 제15대 성우회장(2017년 12월~2019년 12월)
- 대한민국 예비역 장성모임 성우회 고문
- 대한민국해양연맹 고문
- 한국해양대학교 석좌교수

## 상훈
- 보국훈장 통일장
- 보국훈장 국선장
- 보국훈장 천수장
- 칠레정부 공로훈장
- 미국정부 공로훈장

## 역대 선거 결과
| 실시년도 | 선거  | 대수 | 직책     | 선거구   | 정당         | 득표수      | 득표율         | 순위          | 당락 | 비고 |
| -------- | ----- | ---- | -------- | -------- | ------------ | ----------- | -------------- | ------------- | ---- | ---- |
| 2000년   | 총선  | 16대 | 국회의원 | 비례대표 | 새천년민주당 | 6,780,625표 | \| \| 35.9% \| | 비례대표 19번 |      | 초선 |
|          | 35.9% |      |          |          |              |             |                |               |      |      |

| 전임 안병태 | 제21대 해군참모총장 1997년 4월 1일 ~ 1999년 4월 1일 | 후임 이수용 |

| 전임 정우택 | 제8대 해양수산부 장관 2001년 9월 7일 ~ 2002년 7월 11일 | 후임 김호식 |